# All the Same
«All the Same» es el primer sencillo de la banda australiana de rock alternativo Sick Puppies de su segundo álbum Dressed Up as Life. Fue lanzada en 26 de septiembre de 2006.

## Videoclip
La canción tiene tres vídeos musicales:
- El primero es el vídeo de Juan Man, un hombre en Sídney famoso por iniciar la campaña llamada Free Hugs Campaign. El vídeo que ha recibido más de 77 millones de visitas en YouTube[1] hasta la fecha ha ayudado a la cobertura radiofónica ganancia de banda en los EE. UU.
- El segundo es un vídeo con Free Hugs Campaign de Juan Mann y una actuación en directo. El vídeo fue a #7 en Fuse TV 's Number 1 Countdown.
- El tercero es el primer vídeo sin Free Hugs Campaign. Tiene una historia acerca de la cantante y su interés por el amor y la relación tumultuosa que están teniendo. Entre presuntos infidelidad y las rabietas de la niña, es de suponer que se da por vencido en la relación. La banda es visto llevando a cabo fuera de los edificios y llueve más tarde con la banda tocando en la lluvia.

## Lista de canciones
| Promo sencillo en CD |                                |          |  |
| N.º                  | Título                         | Duración |  |
| 1.                   | «All the Same» (Radio edit)    | 3:32     |  |
| 2.                   | «All the Same» (Álbum versión) | 4:18     |  |

## Posiciones
| Lista (2006)                          | Posiciones |
| ------------------------------------- | ---------- |
| U.S. Billboard Modern Rock Tracks     | 8          |
| U.S. Billboard Mainstream Rock Tracks | 36         |